# Jürgen Rohlfs
Jürgen Rohlfs (* 11. April 1941 in Haderslev) ist ein deutscher Mathematiker, der sich mit Zahlentheorie und Algebra befasst.

## Leben
Rohlfs studierte ab 1961 Mathematik in Bonn und Hamburg, erwarb 1968 in Hamburg sein Diplom und wurde 1970 bei Ernst Witt in Hamburg promoviert (Zur Kohomologie endlicher Gruppen). Danach war er Assistent in Bonn, wo er sich 1976 habilitierte und 1979 außerplanmäßiger Professor wurde. 1980 wurde er Professor an der Katholischen Universität Eichstätt-Ingolstadt.

## Schriften
- Pseudo-Eisenstein forms and cohomology of arithmetic groups II, Eichstätt, 2003
- Arithmetisch definierte Gruppen mit Galoisoperation, Habilitationsschrift, Auszug[3] veröffentlicht in Inventiones mathematicae, Band 48, 1978, S. 185–205 (online bei DigiZeitschriften), doi:10.1007/BF01390250
- Zur Kohomologie endlicher Gruppen, Hamburg, 1970